# Victoria, Caldas
Victoria là một khu tự quản thuộc tỉnh Caldas, Colombia. Thủ phủ của khu tự quản Victoria đóng tại Victoria Khu tự quản Victoria có diện tích 507 ki lô mét vuông. Đến thời điểm ngày 28 tháng 5 năm 2005, khu tự quản Victoria có dân số 9480 người.